# Isaac López Pérez
Isaac López Pérez (Granada, 25 agosto 1978) è un ex cestista spagnolo, professionista nella Liga ACB.

## Palmarès

### Squadra
- Copa Príncipe de Asturias: 1

Atapuerca Burgos: 2013

### Individuale
- MVP Copa Príncipe de Asturias: 1

Atapuerca Burgos: 2013